# Francoska rokometna reprezentanca na Svetovnem prvenstvu 2007
Francoska rokometna reprezentanca na Svetovnem prvenstvu v rokometu Nemčija 2007. Selektor reprezentance je trenutno Claude Onesta.

## Igralci
Vratarji:
- Daouda Karaboue (Montpellier),
- Nicolas Lemonne (Creteil),
- Thierry Omeyer (Kiel),
- Yohann Ploquin (Toulouse).

Krilni igralci:
- Luc Abalo (Ivry),
- Joël Abati (Magdeburg),
- Frederic Dole (Montepellier),
- Laurent Busselier (Chambery Savoie),
- Olivier Girault (Paris),
- Michael Guigou (Montpellier).

Zunanji igralci:
- Jerome Fernandez (Barcelona),
- Sebastien Bosquet (Dunkerque),
- Cedric Burdet (Montpellier),
- Guillaume Gille (Hamburg),
- Fabrice Guilbert (Ivry),
- Franck Junillon (Montpellier),
- Nikola Karabatić (Kiel),
- Geoffroy Krantz (Montpellier),
- Sebastien Mongin (Paris),
- Daniel Narcisse (Gummersbach).

Krožni napadalci:
- Didier Dinart (Ciudad Real),
- Bertrand Gille (Hamburg),
- Cristophe Kempe (Toulouse),
- Cedric Sorhaindo (Paris)